# Кацева, Евгения Александровна
Евгения Александровна Кацева (22 мая 1920, Краснопольск под Гомелем — 15 июня 2005, Москва) — советский и российский переводчик и литературовед, критик и популяризатор германоязычной словесности, заслуженный работник культуры РСФСР (1970), член Союза писателей (1975).

## Биография
Детские и юношеские годы провела на Украине. К началу Великой Отечественной войны окончила четыре курса филологического факультета Ленинградского университета. В 1941 г. пошла добровольцем на радиокурсы Балтийского флота, попутно выучила немецкий язык и до 1945 гг. служила военным переводчиком в разведотделе Балтийского флота (участвовала в допросах военнопленных, обучала агентов из числа военнопленных радиоделу). Уволена из флота в 1946 году, затем до 1949 года работала культурофицером в Советском бюро информации (подразделе СВАГ) в Берлине, где познакомилась с многими советскими и немецкими писателями — в том числе с Константином Симоновым, благодаря которому в 1949 г. стала редактором отдела критики журнала «Новый мир», и с Иоганнесом Бехером, чья книга публицистики «В защиту поэзии» стала в 1959 г. её первой переводческой работой. В «Новом мире» работала до 1953 г., далее была сотрудником журналов «Советская литература» (1953—1956), «Вопросы литературы» (1957—1988) и «Знамя» (1989—1995).
Опубликована книга воспоминаний Кацевой «Мой личный военный трофей» (2002), рассказывающая как о военных днях, так и о встречах с выдающимися немецкими писателями.
Премии за переводческую деятельность:
- медаль имени Бехера в золоте (1975)
- медаль Культурбунда в золоте (1985)
- Серебряная медаль морского флота ГДР (1985)
- премия Союза писателей ГДР (1985)
- премия для переводчиков правительства Австрии (1990)
- премия имени Альберта Карельского журнала «Иностранная литература» (1998)

Проживала в писательском доме: Красноармейская улица, д. 21. 
Муж — переводчик-синолог Александр Александрович Тишков. Дочь — Наталия Александровна Тишкова (1955—2009), переводчик. Племянник — Александр Самуилович Кацев.
Похоронена в Москве на Ваганьковском кладбище.